# Idropulitrice

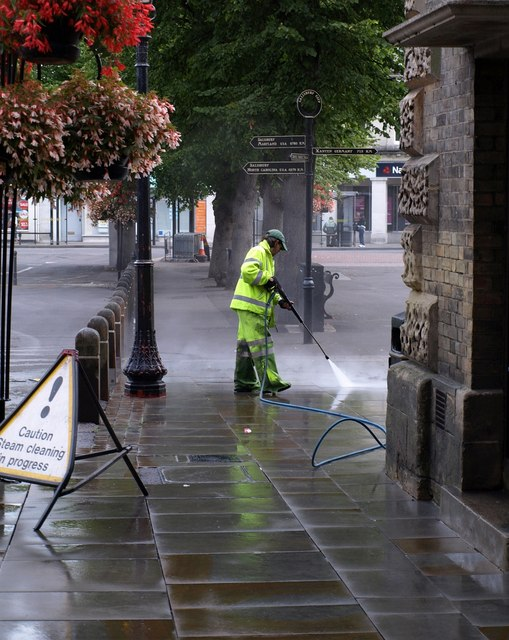
Idropulitrice usata per pulire una piazza

L'idropulitrice è una macchina che, grazie ad un getto d'acqua ad elevata pressione, rimuove sporco ed incrostazioni da qualsiasi superficie solida.

## Principio di funzionamento
Una pulitrice è normalmente costituita di:
- pompa dell'acqua ad alta pressione;
- motore elettrico, che può essere anche un motore endotermico;
- tubo per acqua ad alta pressione che comunemente sopporta pressioni fino a 300 bar, tuttavia, per applicazioni speciali esistono idropulitrici in grado di superare i 1600bar (ad esempio per rimuovere graffiti);
- pistola;
- lancia;
- ugello.

Il motore fa girare una pompa ad alta pressione la quale, per mezzo di pistoni in ceramica o acciaio, mette in pressione l'acqua. Un'apposita valvola di regolazione, consente di regolare la quantità d'acqua che si intende far riciclare in testata, in questo modo è possibile variare il rapporto pressione / portata dell'acqua in uscita (tuttavia è buona norma non far riciclare acqua, in quanto la stessa aumentando di temperatura tende ad usurare le parti interne del gruppo pompante oltre a quelle della valvola di regolazione).
L'acqua in pressione può essere scaldata attraverso la serpentina di una caldaia montata a bordo macchina.
L'acqua ad alta pressione percorre tutto il tubo, quindi attraversa la pistola e lancia per fuoriuscire da un ugello con foro calibrato in base alla pressione di lavoro ed alla portata dell'acqua.
Ad esempio: avendo un'idropulitrice con portata pari a 1800 l/h e dotandola di un ugello 4055 si otterrà un getto con apertura a ventaglio di 40° ed una pressione d'esercizio pari a 180 bar (nella scelta dell'ugello è fondamentale verificare quale sia la pressione massima di esercizio della macchina indicata nella documentazione tecnica della stessa); angoli maggiori ampliando la superficie di applicazione riducono la forza di impatto abbassando la qualità di pulizia, angoli minori riducendo la superficie di applicazione, aumentano la forza di impatto e migliorano il risultato in pulizia. Per dare un'idea, normalmente nel settore lavaggio auto sono impiegati ugelli a 25°, nel settore pulizia camion sono invece preferiti ugelli a 15°.

## Tipologie
L'idropulitrice può essere alimentata con corrente elettrica o con combustibile liquido (benzina o gasolio), come fluido di pulizia impiega l'acqua che grazie all'elevata pressione d'impatto sulla superficie funge da mezzo meccanico di rimozione dello sporco.
Esistono diversi tipi di idropulitrici, alcune offrono la possibilità di essere alimentate con acqua calda, altre, dotate di riscaldatore a bordo permettono in riscaldamento dell'acqua (anche fino allo stadio vapore). Molte permettono l'utilizzo di uno o più prodotti chimici. Esistono inoltre idropulitrici dotate di un sistema automatico di riutilizzo dell'acqua (tuttavia in questo caso l'acqua non potrà essere nuovamente riscaldata in quanto le parti in sospensione contenute nella stessa formerebbero degli strati solidi che nel tempo otturerebbero la serpentina del riscaldatore).

## Caratteristiche
L'idropulitrice consente di lavorare con un alto rendimento in quanto, a seconda della potenza del motore, è possibile creare un getto d'acqua estremamente potente e concentrato su una piccola superficie; tale getto, a seconda del tipo di ugello montato, può essere puntiforme, e in questo modo può essere usato anche per tagliare la pietra, oppure può essere a ventaglio, come generalmente usato per la pulizia e la rimozione di incrostazioni; utilizzando appropriati accessori, infine, è possibile effettuare anche operazioni di sabbiatura ad acqua e di schiumatura. 
Sul mercato si possono trovare idropulitrici di diverse fasce di prezzo e quindi diverse caratteristiche; le portate in acqua possono variare da 4 a oltre 100 litri minuti (l/min), le pressioni più comuni oscillano da 80 bar ad oltre 200 bar (nel contesto pulizia).
Oltre alla pressione di lavoro massima e alla portata d’acqua, nella scelta dell’idropulitrice ideale è da tenere in considerazione la presenza e la tipologia di accessori, sia in dotazione che nell’eventualità di acquisto futuro. Molte idropulitrici di diverse marche sono vendute in differenti kit: il kit auto con spazzola dedicata e contenitore detergente, il kit casa con l’apposito accessorio lavapavimenti, il kit giardino ecc.
Ovviamente la presenza di un buon numero di accessori ne aumenta il prezzo totale. Inoltre, la possibilità di acquistare separatamente anche in futuro gli accessori e parti di ricambio è importante nel caso di usura di alcune parti della macchina o danneggiamento di alcuni accessori.
Altro punto da valutare è la maneggevolezza dell’idropulitrice con la presenza di apposite maniglie, rotelline per il trasporto, la lunghezza del tubo ad alta pressione che collega la pistola ad alta pressione alla macchina, il peso e l’ingombro complessivo dell’apparecchio che avrà nel ripostiglio.
Non meno importante è valutare il servizio di assistenza post vendita. Molte marche tra i più affidabili e conosciute effettuano il ritiro del prodotto guasto e la riconsegna direttamente a domicilio con conseguente risparmio di tempo rispetto alla classica consegna al centro assistenza più vicino.

## Sicurezza
La potenza della idropulitrice genera un potenziale pericolo per l'operatore e per l'ambiente circostante se usata senza le dovute precauzioni. In particolare: spesso le acque utilizzate per le operazioni di pulizia risultano essere contaminate dagli stessi agenti inquinanti che sono stati rimossi dalle superfici trattate. Secondo quanto disposto dalle attuali normative di carattere ambientale comunitarie, l'utilizzo delle idropulitrici in campo professionale è regolamentato e prevede che tutte le acque debbano essere raccolte tramite griglie e pozzetti di raccolta e debbano essere o smaltite come rifiuto speciale o trattate prima della immissione in fogna, in acque superficiali o a mare.

## Normativa
Nella Comunità Europea le idropulitrici sono soggette a restrizioni sulle emissioni di rumore attraverso la Direttiva 2000/14/CE del Parlamento europeo e del Consiglio dell'8 maggio 2000 sul ravvicinamento delle legislazioni degli Stati membri concernenti l'emissione acustica ambientale delle macchine ed attrezzature destinate a funzionare all'aperto.